# Ampelopsis cordata
Ampelopsis cordata är en vinväxtart som beskrevs av André Michaux. Ampelopsis cordata ingår i släktet Ampelopsis och familjen vinväxter. Inga underarter finns listade i Catalogue of Life.